# Joc abstracte
Un joc abstracte és un tipus de joc de tauler on la sort té un paper mínim enfront de la lògica o l'estratègia i on els components del joc no tenen relació amb la vida real de forma necessària (són simplement "fitxes", per exemple) a diferència dels jocs temàtics. Aquests jocs solen tenir una llarga tradició i grups d'aficionats que s'enfronten en campionats, el més important dels quals és la Mind Sports Olympiad que agrupa diversos jocs abstractes. Un dels camps de recerca en intel·ligència artificial és aquell que programa ordinadors per poder jugar i guanyar aquests jocs, com el cèlebre Deep Blue. In principi, en un joc abstracte s'oposen dos jugadors (o dos èquips), cadascú juga per torn, totes les informacions són conegudes des de l'inici i l'atzar no té cap paper.
Alguns jocs abstractes rellevants són:
- Abalone
- Batalla naval
- Cava Business, de Miquel Jornet, sobre la producció del cava.[3]
- Dames
- Escacs
- Go
- Joc de mancala
- Lost Cities (joc híbrid, sí que hi ha un tema)
- Mastermind
- Quadrats
- Stratego (joc híbrid, sí que hi ha un tema)
- Tantrix
- Tres en ratlla